# Резолюция Совета Безопасности ООН 1427
Резолюция 1427 Совета Безопасности Организации Объединенных Наций — резолюция Совета Безопасности ООН, единогласно принятая 29 июля 2002 года. После подтверждения всех резолюций по Абхазии и Грузии, в частности резолюции 1393 (2002), Совет продлил мандат миссии Организации Объединенных Наций по наблюдению в Грузии (МООННГ) до 31 января 2003 года.

## Резолюция

### Предварительные данные
В преамбуле резолюции Совет подчеркнул, что отсутствие прогресса в урегулировании между двумя сторонами неприемлемо. Она осудила уничтожение вертолета МООННГ в октябре 2001 года, в результате которого погибло девять человек, и выразила сожаление по поводу того, что лица, совершившие это нападение, не были установлены. Приветствовалось продление мандата миротворческих сил Содружества Независимых государств (СНГ) в регионе.

### Акт
Совет Безопасности приветствовал политические усилия по урегулированию ситуации, в частности: "основные принципы распределения полномочий между Тбилиси и Сухуми", что облегчило переговоры между Грузией и Абхазией. Он выразил сожаление по поводу отказа Абхазии рассмотреть детали документа и призвала обе стороны преодолеть взаимное недоверие. Были осуждены все нарушения соглашения 1994 года о прекращении огня и разъединении сил. Совет также приветствовал ослабление напряженности в Кодорском ущелье и подписание протокола обеими сторонами 2 апреля 2002 года. Была отмечена обеспокоенность гражданского населения. Грузинской стороне было предложено гарантировать безопасность военнослужащих МООННГ и СНГ в долине. Резолюция призвала обе стороны к активизации мирного процесса, срочному прогрессу по вопросам, касающимся беженцев и внутренне перемещенных лиц и подтвердил неприемлемость демографических изменений в результате конфликта. Как Грузии, так и Абхазии было настоятельно предложено выполнить рекомендации совместной миссии по оценке ситуации в Гальском районе, причем Абхазии, в частности, было предложено улучшить правоохранительную деятельность, решить проблему отсутствия обучения этнических грузин на их родном языке и обеспечить безопасность возвращающихся беженцев.
Совет вновь призвал обе стороны принять меры для выявления лиц, ответственных в уничтожении вертолета МООННГ в октябре 2001 года. Обеим сторонам было также предложено дистанцироваться от военной риторики и незаконных вооруженных формирований. В заключении, генеральному секретарю ООН Кофи Аннану было предложено регулярно информировать Совет Безопасности о развитии событий и в течение трех месяцев представить доклад о ситуации в регионе.